# Talking Book
| Críticas profissionais                                                      | Críticas profissionais |
| Avaliações da crítica                                                       | Avaliações da crítica  |
| Fonte                                                                       | Avaliação              |
| --------------------------------------------------------------------------- | ---------------------- |
| Allmusic                                                                    | link                   |
| BBC Online                                                                  | (favorável) link       |
| Billboard                                                                   | (favorável) link       |
| Robert Christgau                                                            | (A)                    |
| Q                                                                           | link                   |
| Rhapsody                                                                    | (favorável) link       |
| Rolling Stone                                                               | (favorável) 1973       |
| Rolling Stone                                                               | 2004                   |
| Virgin Encyclopedia                                                         | link                   |
| Yahoo! Music                                                                | (favorável)            |
| Esta tabela precisa de ser acompanhada por texto em prosa. Consulte o guia. |                        |

Talking Book é o décimo quinto álbum de Stevie Wonder, lançado em 28 de Outubro de 1972. Um disco símbolo do seu "período clássico", neste aqui Stevie "acertou o passo". A primeira faixa do álbum, "You Are the Sunshine of My Life", rendeu à Wonder seu primeiro Grammy Award, o de Melhor Performance Pop Vocal Masculina.

## Antecedentes
Imprensado entre os lançamentos de Music of My Mind e Innervisions, Talking Book viu Wonder desfrutando de maior liberdade artística da Motown. Participações especiais no álbum incluem Jeff Beck, Ray Parker, Jr., David Sanborn, e Buzz Feiten. O som do álbum é nitidamente definido pelo trabalho de Wonder no teclado, especialmente com os sintetizadores que ele incorporou, dando uma pegada mais "funk" à faixas como "Maybe Your Baby". O seu uso do clavinete Hohner modelo C em "Superstition " é amplamente considerado como a faixa definitiva que apresenta o instrumento. Mas são o suíngue do seu clavinete e os embelezamentos de sua gaita em "Big Brother" que desafiam categorizações.
Cecil e Margouleff produziram quatro dos álbuns "clássicos" de Wonder no total: Music of My Mind, Talking Book, Innervisions e Fulfillingness' First Finale, assim como vários álbuns dos Isley Brothers, entre outros artistas. Eles empregaram uma técnica de produção incomum utilizando múltiplas camadas de instrumentos como o clavinete, pianos elétricos da Fender Rhodes, e sintetizadores Arp & Moog no lugar das orquestras de cordas usadas em técnicas de produção convencionais. Esta combinação foi o que deu à Talking Book e estes outros três álbuns o seu som distinto.
A capa mostra Wonder com tranças, jóias indianas e uma manta afegã de veludo.

## Lista de faixas
Todas as canções produzidas, arranjadas e escritas por Stevie Wonder, exceto onde for notado.
| N.º            | Título                                                                       | Duração |  |
| 1.             | "You Are the Sunshine of My Life"                                            | 2:58    |  |
| 2.             | "Maybe Your Baby"                                                            | 6:51    |  |
| 3.             | "You and I (We Can Conquer the World)"                                       | 4:38    |  |
| 4.             | "Tuesday Heartbreak"                                                         | 3:02    |  |
| 5.             | "You've Got It Bad Girl" (Wonder, Yvonne Wright)                             | 4:59    |  |
| 6.             | "Superstition"                                                               | 4:26    |  |
| 7.             | "Big Brother"                                                                | 3:34    |  |
| 8.             | "Blame It on the Sun" (Wonder, Syreeta Wright)                               | 3:26    |  |
| 9.             | "Lookin' for Another Pure Love" (Wonder, Syreeta Wright)                     | 4:43    |  |
| 10.            | "I Believe (When I Fall in Love It Will Be Forever)" (Wonder, Yvonne Wright) | 4:53    |  |
| Duração total: | Duração total:                                                               | 43:26   |  |

## Músicos
- Stevie Wonder - voz, bateria, piano Fender Rhodes, sintetizadores, clavinete, harmônica
- Jim Gilstrap - vocais em  "You Are the Sunshine of My Life", "You've Got It Bad Girl" e "Blame It on the Sun" e voz principal no 1º verso de "You Are the Sunshine of My Life"
- Lani Groves -  vocais em  "You Are the Sunshine of My Life", "You've Got It Bad Girl" e "Blame It on the Sun"  e voz principal no 2º verso de "You Are the Sunshine of My Life"
- Deniece Williams - vocal de apoio em "Tuesday Heartbreak"
- Shirley Brewer - vocal de apoio em "Tuesday Heartbreak" e "Lookin' for Another Pure Love"
- Debra Wilson - vocal de apoio em "Lookin' for Another Pure Love"
- Deloris "Loris" Harvin - vocais de apoio em "Lookin' for Another Pure Love"
- Scott Edwards - baixo em "You Are the Sunshine of My Life"
- Ray Parker Jr. - guitarra em "Maybe Your Baby"
- Daniel Ben Zebulon - congas em "You Are the Sunshine of My Life" e "You've Got It Bad Girl"
- David Sanborn - sax alto em "Tuesday Heartbreak"
- Buzz Feiten - guitarra em "Lookin' for Another Pure Love"
- Jeff Beck - guitarra em "Superstition" e "Lookin' for Another Pure Love"
- Steve Madaio - trompete em "Superstition"
- Trevor Laurence - saxofone tenor em "Superstition"

## Ficha Técnica
- Malcolm Cecil - Programador, Engenheiro, Produtor Associado
- Robert Margouleff - Engenheiro, Produtor Associado, Fotógrafo
- Austin Godsey - Engenheiro, Gravador
- Joan Decola - Gravador
- George Marino - Masterizador
- Gravado nos estúdios Air (Londres), Electric Lady (New York), Crystal (Los Angeles), Record Plant (Los Angeles)